# 삼한

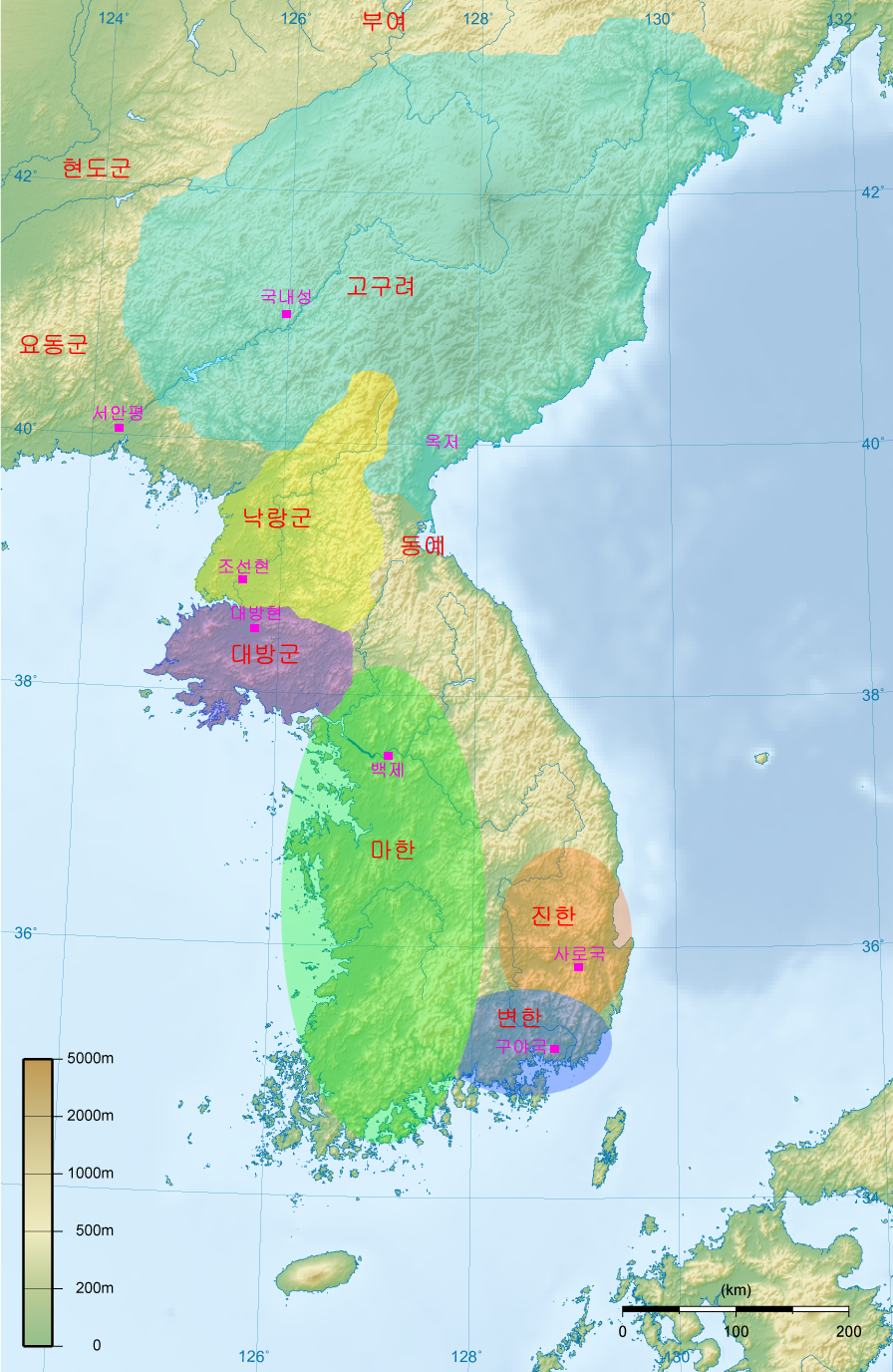
3세기 초 삼한의 형세

삼한(三韓)은 삼국 시대 이전, 곧 원삼국 시대에 한반도에 자리 잡고 있던 마한(馬韓), 진한(辰韓), 변한(弁韓)을 통칭하는 말로, 청동기 시대에 한반도 중남부 지역에 성립하였던 진국에 기원을 둔 것이다. 이후 마한의 백제국(伯濟國)이 백제로, 진한의 사로국(斯盧國)이 신라로, 변한의 구야국(狗邪國)이 가야가 되었다는 설이 일반적이다. 삼한으로 통칭되는 78개의 ‘국’(國)의 성격을 두고는 여러 가지 논의가 진행되어 왔는데, 대개 신지(臣智)를 정점으로 읍차(邑借)에 이르기까지 여러 단계로 서열화되어 있는 상당한 정치수준으로 추정된다.
한편 삼국시대 후기 혹은 통일신라부터 삼한이 고구려, 백제, 신라의 삼국을 의미하는 단어로 치환되어 이해되는 경향이 생겨났으며, 후대로도 계속 이어져 대한민국이라는 국호의 어원이 되었다. 그리하여 '삼한'이라하면 고구려, 백제, 신라를 뜻하는 동음이의어가 되었다.

## 개설
대륙으로부터 전파된 금속문화는 대체로 기원전 4세기부터 기원전 3세기 무렵 이후에는 한강 이남으로 전래되었고, 이로 말미암아 이 지역의 원시 사회는 부족 사회로 전환되었다.
북부 사회보다는 뒤늦게 그 형식이 변모된 남방식 고인돌이 이 시기에 각처에서 축조되었으며, 또 그러한 사실은 부족 사회의 성립이 그만큼 뒤늦었음과 그 발전 과정이 북부 사회의 그것과 비슷함을 말해주는 것이다.
기원전 2세기경 위만이 고조선의 지배권을 장악할 무렵 이 지역에는 진국(辰國)이 있었고, 이들은 중국의 군현세력에 저항하면서 점차 부족연맹 세력을 형성하여 갔다. 그 결과 삼한(三韓)이라고 통칭하는 마한(馬韓)·진한(辰韓)·변한(弁韓) 등 세 그룹의 부족 사회가 생겨, 기원후 3세기경에는 대방군에 공격을 가하기도 하고 직접 진(晉)과 교섭하기도 했다.
일찍이 삼한의 유력한 세력으로 등장했던 목지부족(目支部族)은 기원후 3세기 전반에 이르러 소멸된 것 같다. 목지국은 마한 54개 소국 연맹체의 맹주로 그 위치는 충청남도 직산·성환·아산만 일대 또는 공주, 전라북도 익산 등지에 비정되고 있으나 확실한 위치는 알 수 없다.《삼국지》에는 진·변한 24국 중 12국이 목지국진왕에게 종속되어 있었다는 기록이 있어, 진왕이 진·변한의 일부 지역에 대하여 영향력을 행사하였던 것으로 보인다. 이리하여 북방 부여와고구려에서 망명해 온 백제(伯濟)국의 예맥족이 그 지배권을 대신하였다. 건국 당시 온조가 영도한 백제는 마한 세력을 결합하여 백제왕국(百濟王國)의 기초를 다졌다. 한편으로 진한의 여러 부족 중에는 박혁거세(朴赫居世)를 중심으로 한 사로(斯盧, 신라)가 경주평야의 6촌(六村)의 씨족 세력을 기반으로 하여 금속문화를 수용해서 점차 세력을 키워갔다.
삼한은 사회 발전이 늦어 씨족사회적인 요소가 오래 계속되었다. 기원전 3세기부터 기원전 2세기에 이르기까지 삼한 사회에서 부족 간의 권력에 크게 차이가 일어나지 않았다. 그 세력의 대소에 따라 신지(臣智)·읍차(邑借) 등으로 불리는 족장이 있었으나 그들은 아직도 지역적으로 조직화된 권력을 형성하지 못하여 서로 제어할 수는 없었다.
그러나 제정(祭政)은 일찍부터 분리되었던 것으로 보인다. 그리하여 제사권은 족장 외에 천군(天君)이란 것이 따로 있어, 각기 소도(蘇塗)라고 일컬어지는 특별 구역에서 매년 한두 차례 제사(祭祀)가 행해졌다.
삼한에는 노예제가 있었던 것으로 추정되며, 삼한 전 지역에서 관개시설(灌漑施設)을 갖추고 벼농사가 행해졌다. 또, 이미 견직물과 철(鐵)이 생산되어 생활에 이용되었다. 예속(禮俗)이나 기강은 엄하지 않았고, 남녀노소가 움집 또는 귀틀집에서 살았으며, 복식과 주거 양식에서는 지배층과 씨족원 사이에 차이가 있었다. 장사에는 관(棺)만을 사용하였고, 특히 변한에서는 큰 새의 날개를 함께 부장했다.
농업을 주로 한 삼한 사회에서는 5월의 파종(播種)과 10월의 수확 후에 제천의식을 행하고 모든 씨족원이 모여 음주와 가무로 밤을 지새웠다.

## 역사
고조선 말기에 이르러 한강 유역으로부터 남부 일대에 걸쳐 진국(辰國)이라는 하나의 큰 부족국가 연맹체가 있었는데, 그 중심지는 지금의 직산(稷山: 충청남도 천안시 북부)과 금마(金馬: 전라북도 익산시 중부)로 추정하는 견해가 병존한다.
당시 북쪽에 위치하였던 위만조선은 우거왕(右渠王) 때에 이르러 한 무제(漢武帝)의 침략을 받아 붕괴되고(기원전 108년), 그 땅에 한의 군현이 설치됨에 따라 한족(漢族)의 세력과 문화가 크게 흘러 들어왔다. 이와 같은 외래의 정치적 세력과 문화는 한의 군현과 이웃한 고대 한민족(韓民族)의 여러 부족 국가 또는 부락국가에 커다란 자극과 영향을 주었는데, 이 무렵에 이르러 남쪽 진국은 지리적 환경에 따라 마한(馬韓)·진한(辰韓)·변한(弁韓) 등 삼한으로 나뉘었다.

## 정치
마한은 삼한의 기간(基幹)으로서 가장 넓은 지역에 걸쳐 있었는데, 그 범위는 한강 유역(경기도)으로부터 충청·전라에 퍼져 있었으며, 목지(目支)·백제(伯濟) 등 54개국의 지역적 연합체를 이루고 있었다.
마한의 전체 호수(戶數)는 10여만 호였으며, 큰 나라는 1만여 호, 작은 나라는 수천 호였다. 특히, 목지국(目支國)은 진국의 중심지였을 뿐 아니라 삼한시대에도 목지국의 왕은 진왕(辰王)이라 일컬어 마한과 진한 여러 나라의 맹주대접을 받았으며, 삼한의 초기에는 그 세력이 진한과 변한에까지도 영향을 미쳤다고 한다. 진한과 변한은 총 호수가 4~5만인데, 큰 나라는 4~5천 호였고, 작은 나라는 6~7백 호에 지나지 않았다.
이와 같은 삼한 78개의 소국(小國)은 각각 지역에 따라 여러 부락 국가로 된 연맹체였고, 각 부락 국가에는 우두머리인 군장(君長)이 있었는데 그 세력의 대소에 따라 큰 것부터 신지(臣智)·험측(險側)·번예(樊濊)·살해(殺奚)·견지(遣支)·읍차(邑借)가 있었으며, 군장의 통솔 밑에서 부락적 또는 씨족적 자치생활을 하였다.

## 산업
농업과 양잠·길쌈 등은 삼한을 통하여 널리 행하여졌다. 특히 평야가 많은 삼한 지역에는 벼농사가 일찍부터 행하여졌고, 수리 시설인 저수지도 많이 만들었던 것 같다. 김제(金堤)의 벽골제(碧骨堤), 밀양의 수산제(守山堤), 제천(堤川)의 의림지(義林池) 등은 이때의 저수지이다.
그 외에 목축(牧畜)도 성했으며, 해안 지대에는 어업(漁業)을 행하였다. 특히 변한에서는 철이 많이 산출되어 널리 쓰였다. 물품매매에 돈처럼 사용되었고, 낙랑 방면과 일본에까지 수출되었다고 한다.

## 생활 상태
집은 대개 평지에 움집, 산지에는 귀틀집이 많았는데, 의복은 삼베·모시·명주 등으로 만들어 입었다. 남자는 베로 만든 도포처럼 된 웃옷을 입고 상투를 틀었으며, 가죽신 또는 짚신을 신었으며, 이때부터 지게가 사용되었다. 또, 옥구슬을 재보로 삼고 그것을 치레로 옷에 달기도 하였으며, 귀걸이와 목걸이도 사용하였다. 이러한 유물은 지금도 당시의 고분에서 많이 출토되고 있다.
풍속이 순후하여 변한·진한에서는 길 가던 사람들은 서로 길을 사양하였다 한다. 혼인과 예절에는 남녀의 구별이 있었으며, 법과 형벌은 일반적으로 엄하였다.
삼한 사람들은 춤추고 노래하며 술 마시기를 즐겼다 한다. 특히 변한·진한에는 비파와 같은 현악기가 있었는데, 이것은 뒷날에 가야금의 근원이 된 듯하다. 

## 문화
이 시기에 이르러 제정은 서로 나뉘게 되었다. 마한의 여러 국읍에는 정치를 맡은 군장 이외에 천신을 제사하는 사람을 각각 따로 두어 이를 천군(天君)이라 일렀다.
그리고 마한 여러 나라의 특별한 지역에는 소도라는 것이 있었다. 이것은 큰 나무를 세워 방울과 북을 달아매고 귀신을 제사하던 곳인데, 본래 이것은 단군설화에 보이는 신단수의 유풍을 받은 것으로서 만주 풍속의 신간(神竿)과도 같이 신역을 상징하는 것이며, 방울과 북은 신을 즐겁게 하는 악기였던 것이다.
이 신역에서는, 도망하여 들어간 죄인도 잡아내지 못할 만큼 법률의 힘도 미치지 못하였던 곳인데, 이것 역시 고대 사회의 공통된 풍습이었다. 그리고 천군은 종교적으로 보면 단군의 원류를 받은 것으로, 뒷날 향무(鄕巫 : 골무당 또는 단골무당)의 근원도 여기에 있다.
5월, 10월에는 제천 행사인 계절제가 열렸다.
이 밖에 마한에서는 연중행사로 5월에 씨뿌리기가 끝나면 귀신에게 제사하고 여럿이 모여 주야로 노래하고 춤을 추고 놀았다. 수십 명이 같이 손발의 장단을 맞추어가며 추었다 하는데, 이것은 지금도 남아있는 전라도 지방의 ‘강강술래’ 및 경상도 지방의 ‘칭칭 나네’와 같은 노래춤의 근원이라고 할 수 있다.
마한에서는 이러한 제삿노래를 10월에도 행하였다 하는데, 이는 상고 농업사회에서 공통적으로 널리 행하여진 것으로 5월에는 풍년을 기원하는 기년제(祈年祭)이고 10월에는 풍년을 축하하는 것이었다. 장례는 일반적으로 후하게 지냈다. 마한에서는 장사에 관(棺)을 쓰고 곽(槨) 은 쓰지 않았으며, 소와 말도 모두 장사에 썼다고 하는데, 이것은 가축을 순장(殉葬)했다는 의미이다. 이러한 삼한의 풍습은 뒷날 신라·백제·가야 문화의 기초가 되었다.

### 공통 문화
- 철기 시대 문화이며 철을 화폐처럼 사용하였다. 초가지붕의 반움집을 지었다.
- 주된 경제 활동은 농경으로, 오곡과 벼가 대표적이다. 누에와 뽕을 치기도 하였으며, 가축도 사육하였다.
- 삼한에는 별읍인 소도와 이를 주관한 것으로 추측되는 천군(天君)이 있었으며, 파종 이후인 5월과 추수기인 10월에 각각 기풍제와 추수감사제를 지냈다고 한다.

## 마한
마한(馬韓)은 고대 한민족의 부족국가 연명체이다. 한강 유역과 한반도 서반부 지역에 위치하였다. 이는 지금의 경기도·충청북도·충청남도·전라북도·전라남도에 해당하며, 그 외에도 강원도 서부와 황해도 남부까지 세력권으로 하였다.
78개의 소국(小國: 마한 54국, 변한 12국, 진한 12국)으로 형성된 삼한(三韓) 전체의 왕인 목지국(目支國)의 진왕(辰王)은 마한의 부족 사회에서 추대되었고, 마한인이 대대로 이를 인정·계승하였다. 54개의 고을(邑)로 이루어져 있으며, 이들을 모두를 각각의 나라로 불렀으며, 정치적으로 통일된 집단이 아니었다. 그 중 백제국(伯濟國)이 점차 세력을 확대해 4세기 중엽(백제 근초고왕 재위기)에는 백제(百濟) 왕국의 영역이 되었다. 마한에서의 대부족 세력은 만여 호(戶), 소부족 세력은 수천 호를 거느려서 총호수가 10만여 호에 이르렀다.
《삼국사기》에 따르면, 마한은 기원 후 8년에 온조왕이 다스리는 백제에 병합되었고, 9년에 멸망하였다고 한다. 그러나, 121년 고구려의 태조대왕이 현토성과 요동 공격에 마한의 군사를 동원한 기록이 있다. 이는 온조왕 때에 백제가 마한의 부족국가 연맹체를 해체·흡수한 것이 아니라 목지국을 대체할 연맹체 내의 중심국가로 부상하였고, 한반도 북쪽에도 마한의 세력이 미쳤음을 추정케 한다.
《삼국유사》에서는 기자조선의 마지막 왕인 준왕이 마한을 세웠고, 후에 고구려 동명성왕이 마한을 병합한 것으로 추정한다.

## 진한
진한(辰韓)은 마한·변한(弁韓)과 함께 남한에 위치한 고대 한민족의 부족국가 연맹체이다. 그 위치는 현재의 경상북도와 울산광역시에 해당한다.
12개의 소국(小國)을 거느린 진한은, 삼한(三韓) 전체의 왕인 마한의 지배하에 놓인 종속적 관계이기도 하였다. 삼한(三韓) 전체의 왕인 진왕(辰王)은 마한의 부족 사회에서 추대되었고, 마한인이 대대로 이를 인정·계승하였다.
진한에서는 대부족 세력은 4~5천 호, 소부족 세력은 6~7백 호를 거느렸다. 여러 부족 중에서 지금의 경주 지방에 있던 사로 부족(斯盧部族)이 가장 유력하여 큰 세력을 형성해 갔다.
'秦韓(진한)'이라고도 하는데, 서로를 '도(徒)'라고 불러 마치 진(秦)나라 말을 하는 것 같았다고 하여 그 이름이 유래되었다.
《삼국유사》에 따르면, 마한이 진나라 또는 연나라에서 망명한 사람들에게 마한의 동쪽 땅을 떼어주었다고 한다. 이는 고조선 영토의 일부가 연나라, 진나라에 복속되었음을 고려하면, 삼한이 고조선의 유민이라는 주장과 부합한다.
후일 사로국에서 발전한 신라에 의해 통합되었다.

## 변한
변한(弁韓)은 고대 삼한 중의 하나인 부족국가 연맹체이다. 《삼국지》〈위지(魏志)〉동이전(東夷傳)에 나오는 지역과 종족명으로 마한의 동쪽, 진한의 남쪽에 위치하여 12개의 작은 부족 국가로 형성되어 있었다. 인구는 진한의 12나라와 합쳐서 4~5만 호이며, 지금의 경상남도와 전라남도 동부 일부(여수·순천·광양)와 경상북도 남부 일부(고령·성주)에 이르는 범위에 위치했다. 12국은 미리미동국·접도국·고자미동국·고순시국·반로국·낙노국·미오야마국·감로국·구야국·주조마국·안야국·독로국으로 서쪽은 지리산, 북쪽은 가야산, 동쪽은 낙동정맥을 경계로 하였다. 각국에는 군장이 있어서 신지·험측·번예·살해·읍차 등으로 불리었다.
《삼국유사》에서는 변한을 백제로 추정하고 있으며, 그 명칭은 백제 땅에 변산(卞山, 전라북도 부안)이 있었던 것으로부터 유래했다고 하였다.
언어·주택·풍속·의복은 진한과 비슷하였으나 제사는 독특한 양식을 갖고 있었으며, 농업과 양잠을 주요산업으로 하였다. 뒤에 가야국이 되었다.

## 의미 변화
삼한이라는 용어는 삼국시대 후기에 이르러 신라, 고구려, 백제의 삼국을 가리키는 것으로 의미가 변화하였다. 진한, 변한, 마한이 각기 신라, 백제, 고구려가 되었다고 인식하였기 때문이다. 그 결과 고대 역사서에서도 신라의 삼국통일을 일컬어 일통삼한(一通三韓)이라 부르거나 삼국 전체를 통칭할 때 삼한이라 부르는 경우가 더 많았다. 이러한 인식은 후삼국시대에도 그대로 이어져 고려는 후삼국의 통일을 일컬어 '일통삼한'이라 칭하였으며, 이후에도 한(韓)은 고려나 조선을 가리키는 또 다른 용어로 사용되었다. 대한제국의 '한(韓)'이라는 국호는 삼한에서 비롯된 것이며, 이때의 삼한은 삼국을 의미하는 것이다. 대한민국 역시 대한제국의 뒤를 이어 한(韓)을 국호로 사용하고 있다.

## 문헌
- 《삼국사기》에는 삼한의 단편적인 역사가 기록되어 있다. 그러나, 《삼국사기》는 삼국이 건국 초기부터 강력한 고대국가였던 것으로 서술하고 있어 삼한의 흔적이 많이 나타나 있지 않다. 《삼국사기》 본기는 마한이 온조왕 때에 백제에 병합되었다고 기술하고 있으나, 고고학적인 발굴에 따르면 이는 정확한 사실이 아니다. 한편, 《삼국사기》〈잡지(雜志)〉 3권에는 최치원의 글이 인용되어 있는데, 최치원은 마한이 고려(고구려), 변한이 백제, 진한이 신라라고 생각하였다.
- 《삼국유사》는 최치원의 의견을 긍정하여 마한을 백제에 비정하는 것이 잘못된 것이라고 주장하였다.
- 권근은 《동국사략》에서 최치원의 의견에 대하여 비판적인 견해를 피력하였다. 또한 변한이 고구려라고 주장하였다.
- 서거정 등은 《동국여지승람》에서 삼한의 영역을 비정하여 황해·경기·충청·강원도 지역을 마한, 전라도를 변한, 경상도를 진한으로 서술하였다.
- 한백겸은 《동국지리지》에서 최치원이나 권근의 견해를 비판하고 현재의 고증과 같이 영역을 비정하였다.
- 실학자 안정복, 정약용, 한치윤 등은 다양한 문헌 고증을 통하여 현재와 같은 형태로 삼한의 영역을 고증하고 삼한의 역사를 정리한 역사책을 서술하였다.
- 중국의 위서 양고전은 삼한이란 표현을 쓰는데 상당히 이른 시기[6]부터 중국인들이 고구려, 백제, 신라를 묶어 삼한이라 불렀음을 알 수 있다.

## 기타
- 한(韓)의 어원으로 한(干)ㆍ한(汗)ㆍ한(翰) 등과 관련이 있으며, 고대의 군장(君長)을 이르던 말이라 보는 견해가 있다.[7]
- 일부 비주류 역사학을 주장하는 이들은 삼한의 한(韓)에 대하여 민족적·종교적인 어원이 있다고 주장한다.[8][9]

## 같이 보기
- 한국의 역사
- 한국의 나라 이름
- 삼한어